# Домонтовська сотня
Домонто́вська со́тня — адміністративно-територіальна та військова одиниця Черкаського (1648–1667) та Переяславського полку (1667–1782) у добу Гетьманщини з центром у містечку Домонтів (тепер село Домантове Золотоніського району Черкаської області).

## Історія
Як козацький підрозділ сформувалася влітку 1648 року, виділившися зі складу Золотоніської сотні. За Зборівським реєстром 16 жовтня 1649 року, сотня мала 131 козаків та була закріплена за Черкаським полком. В його складі перебувала до 1667 року, коли було заключено Андрусівський мир. За ним Лівобережжя відійшло до Московії, а Правобережжя до Речі Посполитої. Як наслідок, Домонтовська сотня виявилася відділеною від решти Черкаського полку та була включена до Переяславського полку. До нього сотня належала аж до ліквідації у 1782 році. Її склад включено до Золотоніського повіту Київського намісництва.

## Населені пункти
Населені пункти у 1750-1769 роках: містечко Домонтов, село Дмитрівка, село Коробівка, селище Матвіївка, хутір домонтовського сотника Якова Платковського і Кабанівський хутір.

## Сотенний устрій

### Сотники
| - Цапко Степан (Остап) (1649) - Шкода Єрмолай (1659) - Саченко Тимофій 1672) - Левко Іванович (1676) - Серденко Імитро (1681) - Волошин Тодораш (1682) - Томара Степан Іванович (1683) - Савенко Мартин (1689 (н.)) - Костенко Андрій (1689) - Іваниця (1689 (н.)) - Чюта Іван (1692 (н.)) - Томара Степан Іванович (1693) - Колос Яків (1700 (н.)) - Великоіваненко Кіндрат Васильович (1701) - Романович Мусій (1702 (н.)) - Шкода Єрмолай (1703) - Цюренко Кирило (1703) - Колосенко Юхим (1703) - Кириченко Данило (1704 (н.)) | - Чорномаз Іван (1705 (н.)) - Колибоженко Сергій (1706–1707) - Манадик Роман (1710–1714) - Богдан Михайлович (1713; 1715 (н.)) - Добронизький Степан (1714) - Кривенко Яків (1714) - Манадик Іван (1714–1715) - Великоіваненко Кіндрат Васильович (1715–1733) - Манадик Степан (1718 (н.)) - Ісаєнко Семен (1723 (н.)) - Дорофій Ничипір (1729 (н.)) - Гавриленко Матвій (1729; 1732 (н.)) - Платковський Яків Германович (1734–1761) - Манадик Харко (1736 (н.)) - Зуєнко Кирило (1737; 1739; 1740–1741; 1743 (н.)) - Плошкевич Антін Васильович (1761–1774) - Красовський Михайло (1774–1776) - Базилевич Василь Федорович (1776–1782) |

### Писарі
- Стависький Степан (1689–1693)
- Григоркевич Василь (1718–1726)
- Новодворський Іван Степанович (1729–1735)
- Роєнко [Роєвський] Яків (1737–1762)
- Бакай Опанас (1764–1768)
- Кислинський Василь Єрмолайович (1765)
- Тесленко Андрій (1771–1774)
- Канівецький Іван (1775–1782)

### Осавули
- Сириця Андрій (1732–1736)
- Шишченко Лесько (1736–1746)
- Яресько Іван (1737)
- Сачко Матвій Якимович (1752–1762)
- Харченко Остап Леонтійович (1767–1774)
- Романович Іван (1778–1782)

### Хорунжі
- Цюра Кирило (1732–1734)
- Зуєнко Кирило (1736–1737)
- Проскуренко Роман (1737–1743)
- Кондратенко Корній (1746)
- Цюра Іван (1748)
- Орляченко Антон (1752)
- Бакай Мусій Кирилович (1762)
- Самойлович Андрій (1767)
- Шведин Павло (1767–1774)
- Романович Іван (1777–1778)
- Арабський Тимофій (1778–1782)

### Домонтовськігородові отамани
| - Хидак (1681) - Володко Дмитро (1681) - Савенко Мартин (1689) - Похожий Васько (1689) - Лозовий Ананій (1689) - Щербина Андрій (1690) - Василенко Іван (1693–1695) - Шимко Яким (1700) - Горлач Тарас (1701) - Шимко Яким (1703) - Кириченко Данило (1704) - Василенко Іван (1705) - Великоіваненко Кіндрат (1712) - Пелех (1714) - Кривенко Яків (1714–1715) - Горлач Тарас (1715, 1718–1719) - Поважій Герасим (1715) | - Цюра Григорій (1721) - Цюра Андрій (1723–1725) - Морухонич Павло (1725–1726) - Зуб Кирило (1727–1729) - Цюра Андрій (1729) - Зуєнко Кирило (1731–1732, 1737, 743–1752) - Проскуренко Роман (1734, 1736) - Кручка Павло Герасимович (1735) - Кручка Семен Герасимович (1736, 1741–1743, 1746) - Дорофій Ничипір (1738) - Жмурко Іван (1740) - Брайко Самійло (1755) - Крамар Пилип (1757) - Сербии Пилип (1761–1762) - Зеленський Іван (1764–1767) - Томара Прокіп (1768–1774) - Харченко Остап Леонтійович (1774–1782) |

## Опис Домонтовської сотні
За описом Київського намісництва 1781 року наявні наступні дані про кількість сіл та населення Домонтовської сотні напередодні ліквідації:
| Населені пункти Домонтовської сотні              | Дворян і шляхетства | Різночинців | Духовенства | Церковників | Греків | Хат              | Хат                   | Хат   | Хат                                        | Хат                                                           | Всього | Всього                             |
| Населені пункти Домонтовської сотні              | Дворян і шляхетства | Різночинців | Духовенства | Церковників | Греків | козаків виборних | козаків підпомічників | міщан | посполитих коронних, в тому числі рангових | посполитих власницьких, різночинських і козацьких підсусідків | хат    | за останньою 1764 року ревізії душ |
| ------------------------------------------------ | ------------------- | ----------- | ----------- | ----------- | ------ | ---------------- | --------------------- | ----- | ------------------------------------------ | ------------------------------------------------------------- | ------ | ---------------------------------- |
| містечко Домонтов                                | 6                   | 8           | 3           | 2           | —      | 24               | 95                    | —     | —                                          | 184                                                           | 303    | —                                  |
| село Дмитрівка                                   | 1                   | 2           | 2           | 2           | —      | 62               | 40                    | —     | —                                          | 42                                                            | 144    | —                                  |
| село Коробівка                                   | —                   | 10          | 2           | —           | —      | 23               | 45                    | —     | —                                          | 40                                                            | 108    | —                                  |
| селище Матвіївка                                 | —                   | —           | —           | —           | —      | —                | 3                     | —     | —                                          | 21                                                            | 24     | —                                  |
| 1. хутір військового товариша Платковського      | —                   | —           | —           | —           | —      | —                | —                     | —     | —                                          | 3                                                             | 3      | —                                  |
| 2. хутір бунчукового товариша жінки Добронізької | —                   | —           | —           | —           | —      | —                | —                     | —     | —                                          | 5                                                             | 5      | —                                  |
| 3. хутір бунчукового товариша Томари             | —                   | —           | —           | —           | —      | —                | —                     | —     | —                                          | 2                                                             | 2      | —                                  |
| 4. хутір сотнички Плошневичової                  | —                   | —           | —           | —           | —      | —                | —                     | —     | —                                          | 3                                                             | 3      | —                                  |
| 5. хутір козаків Цюр                             | —                   | —           | —           | —           | —      | —                | —                     | —     | —                                          | 1                                                             | 1      | —                                  |
| 6. хутір Бурдунівський                           | —                   | —           | —           | —           | —      | —                | —                     | —     | —                                          | 8                                                             | 8      | —                                  |
| Всього у сотні Домонтівській                     | 7                   | 20          | 7           | 4           | —      | 109              | 183                   | —     | —                                          | 309                                                           | 601    | 1600                               |